# Maria de la Creu Morey Montaner
Maria de la Creu Morey Montaner (Palma, 1930 - Palma?, ?) fou una jugadora de tennis de taula balear.
Membre del Mallorca Tennis Club, es proclamà campiona de tennis taula de les Illes Balears (1947-48). En l'àmbit estatal, guanyà el primer Campionat d'Espanya individual femení i de dobles, fent parella amb la seva germana Maria de la Concepció. En la següent edició, repetí el títol de dobles femení.